# Matthew Mercer
Matthew Christopher Miller, född 29 juni 1982, mest känd under sitt artistnamn Matthew "Matt" Mercer, är en amerikansk röstskådespelare. Några av hans största roller har varit på engelskspråkiga dubbningar av japanska animeserier, såsom Levi i Attack on Titan, Kiritsugu Emiya i Fate/Zero, Trafalgar Law i One Piece och Jotaro Kujo i JoJo's Bizarre Adventure: Stardust Crusaders. Han gör även rösten till Cassidy i Overwatch.

## Filmografi

### Anime
| - Accel World – Black Vise (Avsnitt. 23–24) - Aldnoah.Zero – Koichiro Marito - Attack on Titan – Levi - Bleach – Shūkurō Tsukishima, Michel (Avsnitt. 311) - Blood Lad – Fuyumi's Father, Sam - Cowboy Bebop – Olika röstroller - Daimidaler the Sound Robot – Kouichi - Digimon Fusion – Beelzemon/Reapmon, Omnimon, Kongoumon (Avsnitt. 18–19), Matadormon (Avsnitt. 27–28) - Durarara!!x2 – Mizuki Akabayashi - Fate/Zero – Kiritsugu Emiya - Fate/stay night: Unlimited Blade Works – Kiritsugu Emiya - Gargantia on the Verdurous Planet – Chamber - Hellsing Ultimate – Bandit (Avsnitt. 7) - JoJo's Bizarre Adventure: Stardust Crusaders – Jotaro Kujo - K – Kuroh Yatogami Fairy Tail-Silver Fullbuster | - Kill la Kill – Aikuro Mikisugi - Magi: The Labyrinth of Magic – Sinbad - Mobile Suit Gundam Unicorn – Nigel Garrett - Naruto Shippuden – Gyūki, Yamato, Olika röstroller - Nura: Rise of the Yokai Clan – Demon Capital – Rihan Nura, Ibaraki Doji - One Piece – Trafalgar Law (Funimation dubbning) - Persona 4: The Animation – Kanji Tatsumi (Avsnitt. 13–26), Taro Namatame (okrediterad) - Sailor Moon – Prince Demande, Olika röstroller (Viz Media dubbnind) - Sailor Moon Crystal – Prince Demande - Space Dandy – Library Staffer, Olika röstroller - Sword Art Online – Grimlock, Lind, Kunimittz, Seijiro Kikuoka - Tenkai Knights – Zephyrus - Trigun – Olika röstroller - Zetman – Hayami, Superhero Alphas, Agou Shimura (Avsnitt. 4), Shuu Isono/Sea Lice EVOL (Avsnitt. 4–7) |

### Animerade TV-serier
- Beware the Batman – Joseph "Ice Pick Joe" Crimple[4]
- DC Super Friends – Superman, Two-Face[14]
- NFL Rush Zone – Sudden Death, Texans Rusher, Buccaneers Rusher, Anticorian Captain
- ThunderCats – Tygra, Kask, Driller, Olika röstroller[4]
- Wabbit – Bigfoot[15]

### Filmer
- Akira – Olika röstroller (röstroll; 2001 Pioneer dubbning)
- Avengers Confidential: Black Widow & Punisher – Tony Stark/Iron Man, Clint Barton/Hawkeye
- Batman Unlimited: Animal Instincts – Mech Guard 1, Wealthy Jocky[4][16]
- Dead Inside – Malcolm Wagner
- Fullmetal Alchemist: The Sacred Star of Milos – Melvin Voyager
- Iron Man: Rise of Technovore – Tony Stark/Iron Man
- Justice League: War – Guard[4]
- Monsters University – Olika röstroller
- Naruto Shippuden the Movie: The Will of Fire – San
- Naruto Shippuden the Movie: Blood Prison – Mui
- One Piece Film: Z – Binz
- Resident Evil: Damnation – Leon S. Kennedy
- Sex, Dogz and Rock n Roll – Two-Face
- The Liquidator – Arsen
- Tiger & Bunny: The Rising – Richard Max[17]

### Datorspel
| - Ace Combat 5: The Unsung War – Albert Genette (okrediterad) - Ace Combat: Assault Horizon – Gunner - Ace Combat Infinity – Kacper Cohen, Flight Tower, Rapier 1 - Ace Combat Zero: The Belkan War – Brett Thompson (okrediterad) - Asgard's Wrath – Loki - The Amazing Spider-Man – Olika röstroller - Batman: Arkham Origins – Anarky - Batman: Arkham Knight – Robin - Blade & Soul – Maniac Player Voice - Brütal Legend – Gravedigger - Call of Duty: Modern Warfare 2 – Rangers, Soldater - Call of Duty: Modern Warfare 3 – Soldater - Call of Duty: Black Ops II - Soldater - Call of Duty: Ghosts - Soldater - Danganronpa Another Episode: Ultra Despair Girls - Haiji Towa - Dawngate – Fenmore, Varion, Faris - Deadpool – Ranged 1, Ranged 5, Riptide - Deer Drive – Annonsör - Demon Gaze – Batz, Quasar, Olika manliga röstroller - Destiny – Guardian: Human Male - Diablo III: Reaper of Souls – Olika röstroller - Disgaea 4: A Promise Revisited – Valvatorez - Disney Infinity 3.0 – Wedge Antilles - Drakengard 3 – Soldater - Driver: San Francisco – Nigel, Zed-Zed - Dynasty Warriors 7 – Taishi Ci (okrediterad) - Dynasty Warriors 8 – Taishi Ci, Jia Chong (okrediterad) - Eat Lead: The Return of Matt Hazard – Game Test Lead, Special Ops Soldier - Evolve – Abe - Fairy Fencer F – Apollonius, Ryushin - Final Fantasy Agito – Trey - Final Fantasy Crystal Chronicles: The Crystal Bearers – Blaze - Final Fantasy Fables: Chocobo's Dungeon – Treasure Hunter Cid (okrediterad) - Final Fantasy Type-0 HD – Trey - Fire Emblem: Awakening – Chrom - Fist of the North Star: Ken's Rage – Rei - Guild Wars 2 – Male Norn Player Character - Gears of War: Judgment – Pilot, Onyx Soldier, PA Officer – credited under Voiceover Thanks - Hearthstone: Heroes of Warcraft – Rexxar, Nefarian, Ragnaros, Various minions - Heroes of Newerth – Monkey King - Heroes of the Storm – Rehgar - Infamous First Light – Olika röstroller - Infamous Second Son – Tanner Black - Infex – Soldater, Olika röstroller - Kingdoms of Amalur: Reckoning – Mänskliga bybor, Mänskliga soldater, Gnomes - Knack – Gundahar - League of Legends – Gangplank, Kindred (Wolf) - Lightning Returns: Final Fantasy XIII – Olika röstroller - Lost Dimension – "The End" - Mad Max – Olika röstroller - Medal of Honor – Chinook Pilot 2 - Metal Gear Solid: Peace Walker – Soldater/Extraroller - Metal Gear Solid V: The Phantom Pain – Soldater/Extraroller - Middle-earth: Shadow of Mordor – Nemesis Orcs, Humans - Mighty No. 9 – Pyrogen - Mind Zero – Kei Takanashi | - Mortal Kombat – Kurtis Stryker - Mugen Souls – Eika - Mugen Souls Z – Eika - Natural Doctrine – Ingbert, Tough Knight, Gomorrah - Ninety-Nine Nights II – Lord of the Night - No More Heroes: Desperate Struggle – Skelter Helter, Bishop, Zako Fat - Overwatch - McCree - Persona 4 Arena Ultimax – Kanji Tatsumi - Persona Q: Shadow of the Labyrinth – Kanji Tatsumi - Pillars of Eternity – Edér, Aloth, Player Voice (Male - Sinister) - Professor Layton and the Diabolical Box – Anton Herzen - Professor Layton and the Miracle Mask – Henry Ledore - Pryzm Chapter One: The Dark Unicorn – Zartu the Dark Unicorn, Elven King, Gnome Ruler - Ragnarok Odyssey – Theodore (Assassin), Male Voice 13 - République – Prizrak Guards, 933W - Resident Evil 6 – Leon S. Kennedy - Rise of the Argonauts – Phaedon, Olika röstroller - Rune Factory 4 – Leon - Rune Factory: Tides of Destiny – James - Saints Row: Gat out of Hell – Gallows Dodger, Demons, Blackbeard - Scaler – Scaler, Olika röstroller - Sengoku Basara: Samurai Heroes – Keiji Maeda - Shimano Xtreme Fishing – Annonsör - Shin Megami Tensei IV – Walter - Shin Megami Tensei: Devil Summoner: Soul Hackers – Raidou Kuzunoha, Kinap, Sukeroku, Weapon Shop Owner - Shin Megami Tensei: Devil Survivor 2 – Record Breaker – Male Tico - Shrek Extra Large – Olika röstroller - Skylanders: Giants – Olika röstroller - Skylanders: SuperChargers – Olika röstroller - Skylanders: Trap Team – Olika röstroller - Soulcalibur V – Olika röstroller (krediterad som Mathew Mercer) - Star Ocean: The Last Hope – Edge Maverick, Klaus Bachtein (okrediterad) - Star Trek: Shattered Universe – Balok, Klingon Commander, Olika röstroller - Star Wars: The Old Republic – Agent Rane Kovach, Master Garault - Steel Battalion: Heavy Armor – Straw - Street Fighter IV/Super Street Fighter IV – Fei-Long - Super Smash Bros. for Nintendo 3DS and Super Smash Bros. for Wii U – Chrom - Tales of Xillia – Alvin - Tales of Xillia 2 – Alvin - The Guided Fate Paradox – Rakiel, Sergeant Zombie, Atsuta, Death King, Necromancer - Ultima Forever: Quest for the Avatar – Male Mage, Pirate, Bandit - Valhalla Knights 3 – Kevin, Paul, Tuckerno, Hench, Cool Male Player Voice - Warmachine: Tactics – High Exemplar Kreoss, Commander Coleman Stryker, Iron Lich Asphyxious, Croe, Gorman Di Wulfe, Hollings, Kell Bailoch, Cygnar Gunner Mage, Cygnar Stormcaller, - White Knight Chronicles II – Young Dristall - Wolfenstein – Erik Engle, Nazi Scientist, S.S. Officer - World of Warcraft: Wrath of the Lich King – General Vezax, Halion the Twilight Destroyer, Overthane Balargarde, The Black Knight - World of Warcraft: Mists of Pandaria – Captain Drok, Warlord Rok'nah, Sergeant Gorrok, Ga'trul, Dreadweaver Avartu, Ming the Cunning, Norushen, Oto the Protector, Earthbreaker Haromm, Ka'roz the Locust - World of Warcraft: Warlords of Draenor – Kilrogg Deadeye, Thoktar Ironskull, Rexxar, Hatock - X-Men Origins: Wolverine – Olika röstroller |

### Övrig media
- Proxy: A Slender Man Story – Vince Wilson
- The Death and Return of Superman – Iced Bro
- Fear News with the Last Girl – Stefan McStorybook, Spencer the Clown
- Street Fighter High: The Musical – Dan Hibiki
- Nin10Doh: ToThe64thPower – Ganondorf
- Geek Week webbserie – Thor (Avsnitt. 6) – även regissör, medförfattare och redigerare[38][39]
- Critical Role – Dungeon Master